# Ron Rowan
Ronald Lewis Rowan, más conocido como Ron Rowan (nacido el 23 de abril de 1963 en New Brighton, Pennsylvania), es un exjugador de baloncesto estadounidense. Con 1,94 de estatura, su puesto natural en la cancha era el de escolta.

## Trayectoria
- Beaver Falls, Pennsylvania.
- 1981-83 Universidad de Notre Dame.
- 1984-86 Universidad de St. John's.
- 1986 USBL Springfield Fame. Liga de verano.
- 1986-87 Topeka Sizzlers.
- 1986-87 Portland Trail Blazers.
- 1987-88 Topeka Sizzlers.
- 1988 USBL Liga de verano. Miami Tropics.
- 1988-89 Cedar Rapids Silver Bullets.
- 1988-89 Hitachi Venezia.
- 1989-92 Kleenex Pistoia.
- 1992-93 Yoga Napoli.
- 1993-94 Pallacanestro Trapani.
- 1994-95 Metasystem Reggiana.
- 1994-95 Baloncesto León.
- 1995-96 Chicago Rockers.
- 1995-96  Il Menestrello Modena.
- 1996-97 Baloncesto Fuenlabrada.
- 1997-98 PAOK Salónica.
- 1998-99 Pallacanestro Cantú.
- 1999-00 Pallacanestro Trieste.
- 2000-01 Mens Sana Siena.